# Magnus Fredriksson
Stig Magnus Ingemar Fredriksson (ur. 28 stycznia 1960 w Falköping) – szwedzki zapaśnik walczący w stylu klasycznym. Dwukrotny olimpijczyk. Szósty w Seulu 1988, a czwarty w Barcelonie 1992. Startował w kategorii 82 kg.
Brązowy medalista mistrzostw świata w 1986 i 1989. Wicemistrz Europy w 1992. Trzeci w Pucharze Świata w 1985 i 1990, a szósty w 1989. Zdobył pięć medali na mistrzostwach nordyckich w latach 1981 – 1988.